# André Heuzé
André Heuzé nome per intero André Léon Louis Heuzé, noto anche con lo pseudonimo di André Heuse (Saint-Arnoult-en-Yvelines, 5 dicembre 1880 – Parigi, 16 agosto 1942), è stato un regista, sceneggiatore e attore francese.

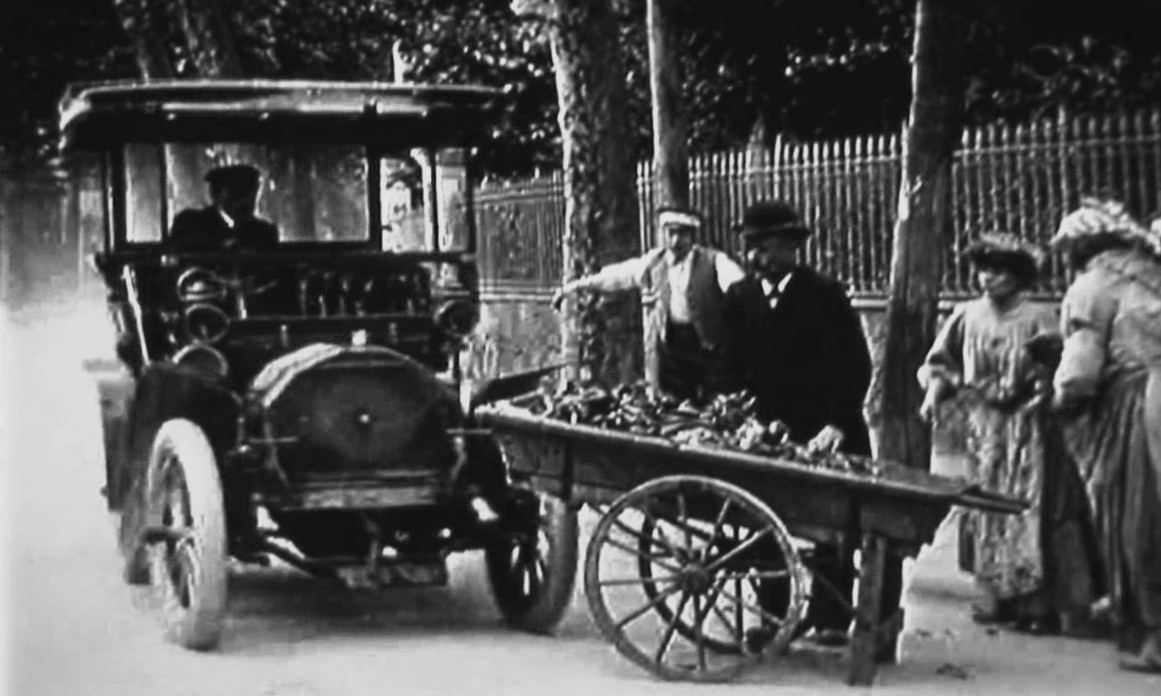
una scena del film Les débuts d'un chauffeur

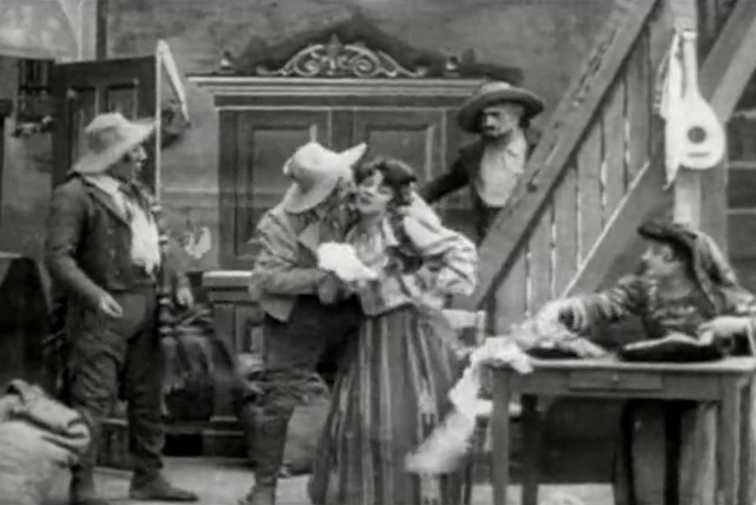
una scena del film Chiens contrebandiers

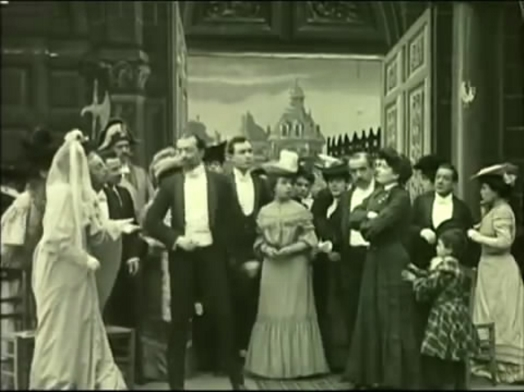
una scena del film Dramma passionale diretto da Albert Capellani e Sceneggiatura di André Heuzé

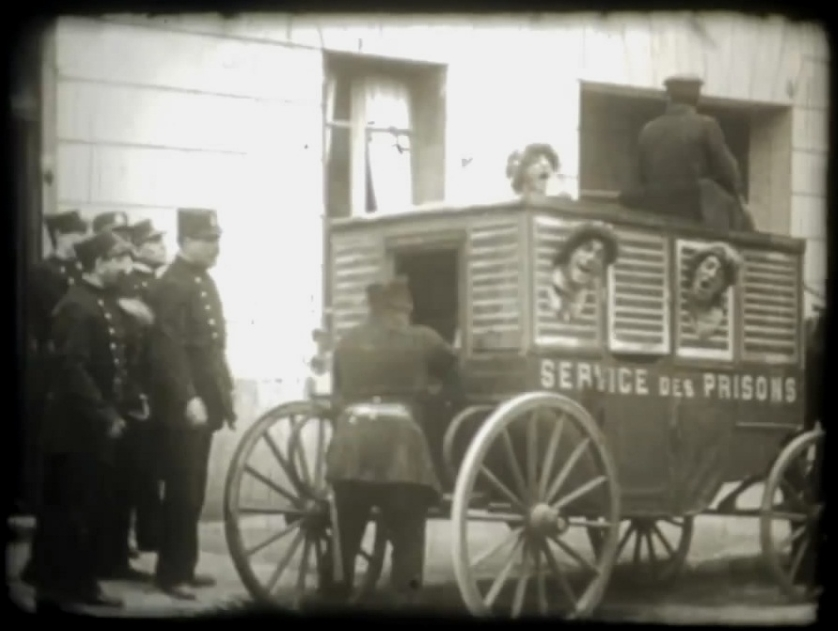
una scena del film La grève des bonnes diretto da Charles-Lucien Lépine e Sceneggiatura di André Heuzé

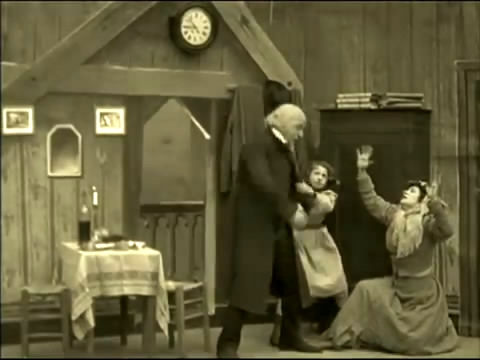
scena del film La Fille du sonneur regia di Albert Capellani e sceneggiatura di André Heuzé

L'omonimo figlio ha interpretato il bambino del film di Julien Duvivier Pel di carota.

## Filmografia

### Sceneggiatura
- Dix femmes pour un mari, regia di Georges Hatot, Lucien Nonguet e Ferdinand Zecca - cortometraggio (1905)
- Le voleur de bicyclette, regia di Charles-Lucien Lépine - cortometraggio (1905)
- Les meurt-de-faim - cortometraggio (1906)
- La Voix de la conscience, regia di Albert Capellani - cortometraggio (1906)
- La legge del perdono, regia di Albert Capellani - cortometraggio (1906)
- Les malheurs de Madame Durand - cortometraggio (1906)
- Boireau déménage, regia di Georges Hatot - cortometraggio (1906)
- Les étudiants de Paris, regia di Harry Ray - cortometraggio (1906)
- Dramma passionale, regia di Albert Capellani - cortometraggio (1906)
- Chiens contrebandiers, regia di Georges Hatot - cortometraggio (1906)
- La grève des bonnes, regia di Charles-Lucien Lépine - cortometraggio (1906)
- La Fille du sonneur, regia di Albert Capellani - cortometraggio (1906)
- Le billet de faveur, regia di Georges Hatot - cortometraggio (1906)
- Mortelle Idylle, regia di Albert Capellani - cortometraggio  (1906)
- Les débuts d'un chauffeur, regia di Georges Hatot - cortometraggio (1906)
- La moglie del lottatore, regia di Albert Capellani - cortometraggio (1906)
- Les dessous de Paris, regia di Lucien Nonguet - cortometraggio (1906)
- L'Âge du cœur, regia di Albert Capellani - cortometraggio (1906)
- La course des sergents de ville, regia di Ferdinand Zecca - cortometraggio (1907)
- Les femmes cochers - cortometraggio (1907)
- À Biribi, disciplinaires français, regia di Lucien Nonguet - cortometraggio (1907)
- La Course des belles-mères, regia di Louis Feuillade - cortometraggio (1907)
- La vengeance du forgeron - cortometraggio (1907)
- La grève des nourrices - cortometraggio (1907)
- La mort d'un toréador, regia di Louis J. Gasnier - cortometraggio (1907)
- Le cheval emballé, regia di Louis J. Gasnier - cortometraggio (1908)
- Un duel à la dynamite - cortometraggio (1908)
- Paris pendant la guerre, regia di Henri Diamant-Berger - cortometraggio (1916)
- En bordée, regia di Joe Francis e Henry Wulschleger (1931)
- Mam'zelle Spahi, regia di Max de Vaucorbeil (1934)
- Le champion de ces dames, regia di René Jayet (1935)
- La mariée du régiment, regia di Maurice Cammage (1936)
- Le roman d'un spahi, regia di Michel Bernheim (1936)
- La fille de la Madelon, regia di Jean Mugeli e George Pallu (1937)
- Les chevaliers de la cloche, regia di René Le Hénaff (1938)
- Ceux de demain, regia di Adelqui Migliar e George Pallu (1938)
- La marraine du régiment, regia di Gabriel Rosca (1938)
- Il diario di una cameriera, regia di Jean Renoir (1946)

### Regia
- La course à la perruque, co-regia di Georges Hatot (1906)
- La lutte pour la vie, co-regia di Lucien Nonguet (1907)
- Mon pantalon est décousu (1908)
- Madame Durand au skating (1911)
- Les sculpteurs Rigolos (1911)
- Les aventures de Lagardère (1911)
- La grève des midinettes (1911)
- The Roller Skating Policeman (Les agents à roulettes) (1911)
- Un bal d'apaches dans le grand monde (1912)
- Ma concierge est trop jolie (1912)
- Le sursis (1912)
- Le Bossu (1912)
- De film... en aiguilles, co-regia di Henri Diamant-Berger (1913)
- Debout les morts!, co-regia di Léonce Perret e Henri Pouctal (1916)

### Attore
- La rue du pavé d'amour, regia di André Hugon (1923)
- Le diable au coeur, regia di Marcel L'Herbier (1928)
- La grande épreuve, regia di André Dugès, Alexandre Ryder (1928)